# Cistanthe weberbaueri
Cistanthe weberbaueri är en källörtsväxtart som först beskrevs av Friedrich Ludwig Diels, och fick sitt nu gällande namn av Carolin och Hershkovitz. Cistanthe weberbaueri ingår i släktet Cistanthe och familjen källörtsväxter. Inga underarter finns listade i Catalogue of Life.